# کلاودیو ویلا
کلاودیو ویلا (ایتالیایی: Claudio Villa؛ ‏ ۱ ژانویهٔ ۱۹۲۶ – ۷ فوریهٔ ۱۹۸۷) بازیگر و خواننده اهل ایتالیا بود.
وی در مسابقه آواز یوروویژن ۱۹۶۲ و ۱۹۶۷ به‌عنوان نماینده کشور ایتالیا شرکت کرده است.
از فیلم‌ها یا مجموعه‌های تلویزیونی که وی در آن‌ها نقش داشته است، می‌توان به ترانه بهار و ترانه عاشقانه اشاره نمود.